# Didymelaceae
Didymelaceae is een botanische naam, voor een familie van bedektzadigen. Een familie onder deze naam wordt de laatste decennia vrij algemeen erkend door systemen van plantensystematiek.
Het APG-systeem (1998) erkent deze familie, maar plaatst haar niet in een orde, maar alleen in de clade eudicots. In het APG II-systeem (2003) is erkennen van deze familie optioneel: deze planten kunnen ook ingevoegd worden bij de familie Buxaceae. De APWebsite [4 dec 2006] erkent wel zo'n familie en plaatst haar in een orde Buxales.
De familie telt waarschijnlijk twee soorten in één genus, Didymeles. Dit zijn altijdgroene bomen in Madagaskar.
In het Cronquist systeem (1981) vormde deze familie de orde Didymelales, geplaatst in de onderklasse Hamamelidae.